# Luigi Musso

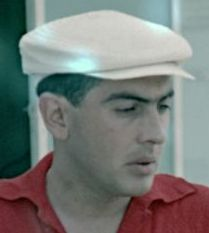
Luigi Musso, 1957

 Luigi Musso  va ser un pilot de curses automobilístiques italià que va arribar a disputar curses de Fórmula 1.
Luigi Musso va néixer el 28 de juliol del 1924 a Roma, Itàlia i va morir el 6 de juliol del 1958 en un accident al circuit de Reims-Gueux.

## A la F1
Va debutar a l'última cursa de la quarta temporada de la història del campionat del món de la Fórmula 1, la corresponent a l'any 1953, disputant el 13 de setembre el GP d'Itàlia al Circuit de Monza.
Luigi Musso va participar en vint-i-cinc curses (amb 1 victòria i set podis) puntuables pel campionat de la F1, disputant-les en sis temporades diferents, les que hi ha als anys 1953 i 1958.

## Resultats a la Fórmula 1
| Any  | Equip                     | Xassís   | Motor    | 1       | 2       | 3     | 4     | 5       | 6        | 7       | 8       | 9      | 10  | 11  | Posició | Punts |
| ---- | ------------------------- | -------- | -------- | ------- | ------- | ----- | ----- | ------- | -------- | ------- | ------- | ------ | --- | --- | ------- | ----- |
| 1953 | Officine Alfieri Maserati | Maserati | Maserati | ARG     | 500     | HOL   | BEL   | FRA     | GBR      | ALE     | SUI     | ITA 7* |     |     | -       | 0     |
| 1954 | Officine Alfieri Maserati | Maserati | Maserati | ARG NVS | 500     | BEL   | FRA   | GBR     | ALE      | SUI 7   |         |        |     |     | 8è      | 6     |
| 1954 | Officine Alfieri Maserati | Maserati | Maserati |         |         |       |       |         |          |         | ITA Ret | ESP 2  |     |     | 8è      | 6     |
| 1955 | Officine Alfieri Maserati | Maserati | Maserati | ARG 7   | MON Ret | 500   | BEL 7 | HOL 3   | GBR 5    | ITA Ret |         |        |     |     | 10è     | 6     |
| 1956 | Scuderia Ferrari          | Lancia   | Ferrari  | ARG 1*  | MON Ret | 500   | BEL   | FRA     | GBR Ret  | ALE Ret | ITA Ret |        |     |     | 11è     | 4     |
| 1957 | Scuderia Ferrari          | Lancia   | Ferrari  | ARG Ret | MON     | 500   |       |         |          |         |         |        |     |     | 3r      | 16    |
| 1957 | Scuderia Ferrari          | Ferrari  | Ferrari  |         |         |       | FRA 2 | GBR 2   | ALE 2    | PES Ret | ITA 8   |        |     |     | 3r      | 16    |
| 1958 | Scuderia Ferrari          | Ferrari  | Ferrari  | ARG 2   | MON 2   | HOL 7 | 500   | BEL Ret | FRA MORT | GBR     | ALE     | POR    | ITA | MAR | 8è      | 12    |

(*) Cotxe compartit.

### Resum
| Curses: | Victòries: | Pòdiums: | Poles: | Voltes ràpides: | Punts: |
| ------- | ---------- | -------- | ------ | --------------- | ------ |
| 25      | 1          | 7        | 0      | 1               | 44     |